# Winfrid Krone
Winfrid Krone (* 26. März 1932 in Sondershausen; † 18. Juli 2019) war ein deutscher Humangenetiker und Direktor der Abteilung Humangenetik an der Universität Ulm.
Winfrid Krone begann 1951 ein Chemiestudium an der Eberhard-Karls-Universität Tübingen. Nach der Diplomarbeit am Max-Planck-Institut für Biochemie in München begann er dort 1960 bei Adolf Butenandt eine Dissertation zum Thema Ein Beitrag zur Chemie und Enzymologie der Ribosomen, die er im Jahr 1962 abschloss. Anschließend berief ihn Helmut Baitsch als Assistent für das Fach Biochemie an das 1960 gegründete Institut für Humangenetik und Anthropologie an der Albert-Ludwigs-Universität Freiburg. Krone arbeitete dort zunächst weiter im Bereich der Biochemie der Ribosomen und der ribosomalen Gene sowie auch deren Rolle als Nucleolus-Organisatoren. 1965 bis 1968 war er mit Carsten Bresch in den USA an der Biology Division des Southwest Center for Advanced Studies (SCAS) in Dallas, Texas. Zurück in Freiburg arbeitete Krone an Themen wie z. B. der Rolle von Gen-Dosis-Effekten bei Trisomien oder der Größe der Nucleolus-organisierenden Regionen akrozentrischer Chromosomen.
1973 wurde Winfrid Krone als Direktor der Abteilung Humangenetik an die Universität Ulm berufen. Zunächst widmete er sich dort der Erforschung von Nucleolusorganisation und der Karyotypevolution bei Amphibien. Von 1976 bis zur Emeritierung im Jahr 2000 bildete die zellbiologische, biochemische und molekularbiologische Untersuchung der Neurofibromatose (Typ 1 und Typ 2) seinen Forschungsschwerpunkt. 1999 wurde Krone der Public Service Award der International Neurofibromatosis Association verliehen.